# Triponzo
Triponzo ist eine Fraktion (italienisch frazione) der italienischen Gemeinde Cerreto di Spoleto in der Provinz Perugia in Umbrien.

## Geografie
Der Ort liegt etwa zwei Kilometer nordöstlich des Hauptortes Cerreto di Spoleto und etwa 55 km südöstlich der Provinz- und Regionalhauptstadt Perugia. Der Ort liegt bei 420 m s.l.m. und hatte 2001 45 Einwohner. 2011 waren es 43 Einwohner. Der Ort liegt am Zufluss des Corno in den Nera.

## Geschichte

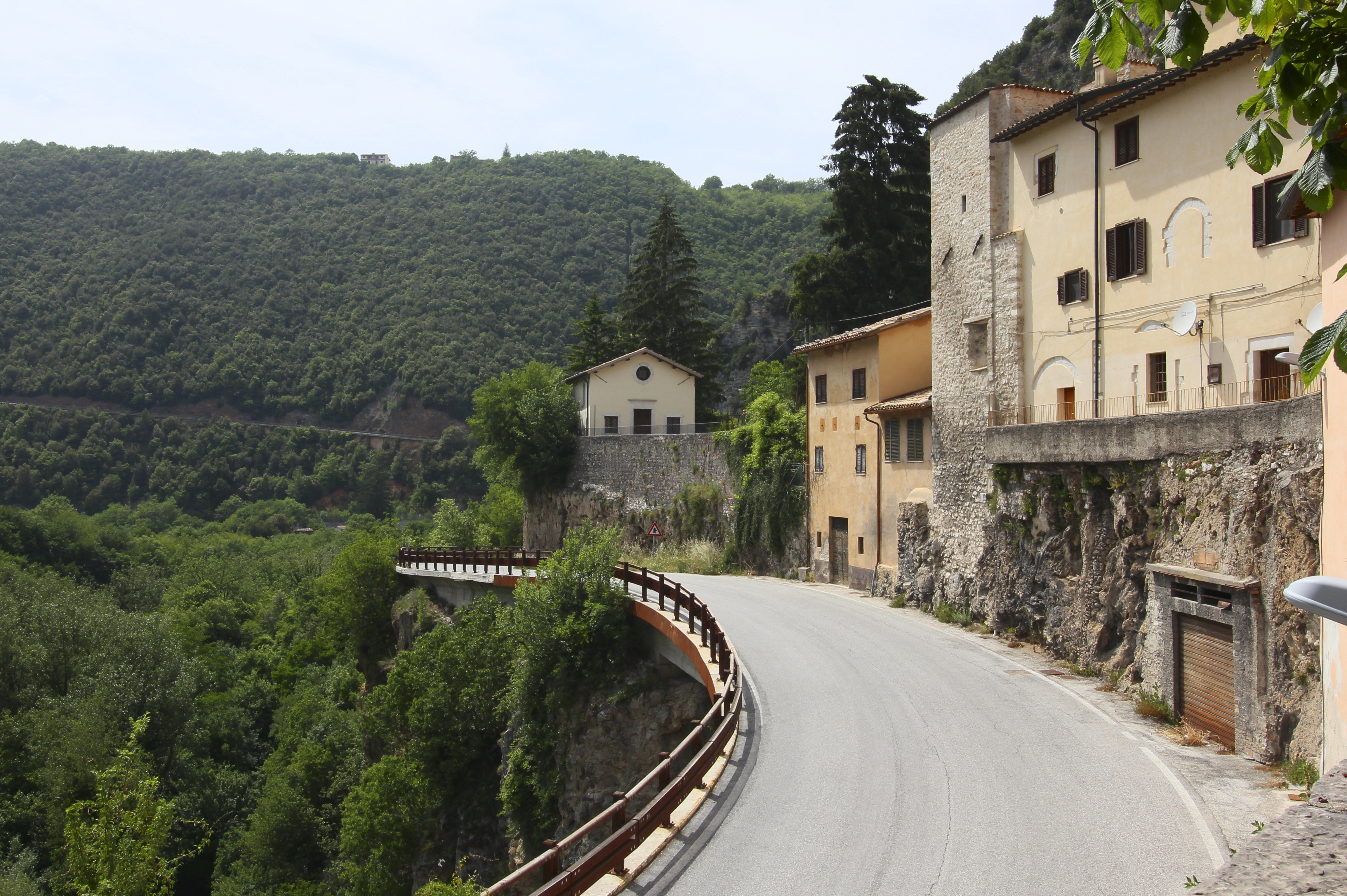
Triponzo, im Hintergrund die Kirche Madonna delle Grazie

Namensgebend für den Ort sind drei Brücken (lateinisch Tripontium, italienisch Tre Ponti), aus dem Triponzo wurde. Von den erwähnten drei Brücken ist keine mehr erhalten. 1425 gab Papst Martin V. den Ort an Norcia, der sich dagegen wehrte und sich Francesco I. Sforza unterstellte. 1438 fiel der Ort an Spoleto, wurde aber fünf Jahre später von Papst Eugen IV. an Norcia gegeben, worauf Spoleto mit der gewaltsamen Einnahme des Ortes antwortete. 1451 wurde Triponzo von Norcia erobert, fiel 1467 unter die direkte Kontrolle von Papst Paul II. und gelangte 1482 wieder in den Machtbereich von Norcia.
Ab 1926 hatte der Ort die Haltestelle Triponzo-Visso an der Bahnstrecke Spoleto-Norcia, die 1968 stillgelegt wurde.

## Sehenswürdigkeiten
- Castello di Triponzo, Burg aus dem 13. Jahrhundert und heutige Burgruine. Der Turm der Burg stammt aus dem 14. Jahrhundert.[4]
- Santa Caterina, Kirche im Ortskern aus dem 14. Jahrhundert, die im 16. Jahrhundert neu gestaltet wurde. Wurde bei den Erdbeben von 1703 und 2016 schwer beschädigt.[7]
- Madonna delle Grazie, Kirche im Ortskern aus dem 16. Jahrhundert. War zunächst der Madonna del Carmine geweiht und übernahm dann den Titel von Santa Maria de Gravaris. Enthält die Tafelgemälde Madonna delle Grazie tra un Santo e San Francesco d’Assisi (Altar) und Madonna di Loreto (Sakristei).[8]
- Santa Maria de Gravaris, heutige Kirchenruine ca. 1 km nordöstlich des Ortes an der Straße nach Visso. Wurde erstmals 1115 von Enrico II. Gualfriedi, dem Bischof von Spoleto, als der Abtei Abbazia di Sant’Eutizio bei Preci zugehörig erwähnt. Diese Zuordnung wurde 1253 durch Papst Innozenz IV. und 1428 durch Papst Martin V. bestätigt.[9]
- Bagni di Treponzo, seit römischer Zeit[5] bekannte Thermen am Fluss Nera.[10] Die Termen liegen bei 453 m s.l.m., die neuzeitige Thermalanstalt entstand 1887.[1]
- römische Felsinschrift C·POMPONIVS·C·F / L·OCTAVIVS·CN·F / Q / D·S·S an dem modernen Tunnel der heutigen Staatsstraße SS 209 kurz westlich von Triponzo, die wahrscheinlich aus dem 2. Jahrhundert v. Chr. stammt und den Bau der römischen Straße dokumentiert.[11][5] Im Inscriptiones latinae liberae rei publicae (ILLRP) des italienischen Epigraphikers Attilio Degrassi ist die Inschrift mit der Nummer 1275a dokumentiert.[4]

Bilder von Triponzo
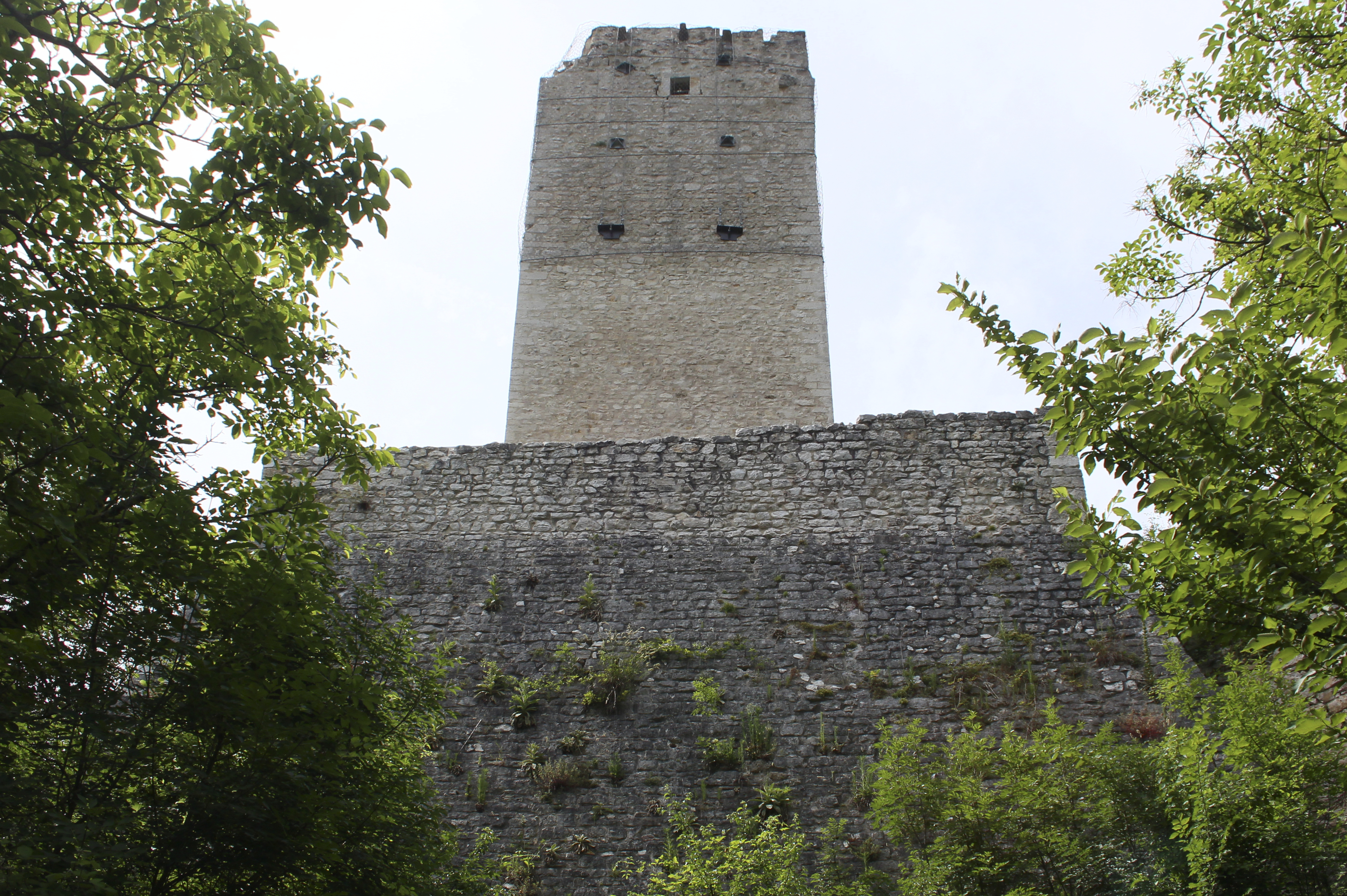
Die Burg von Triponzo
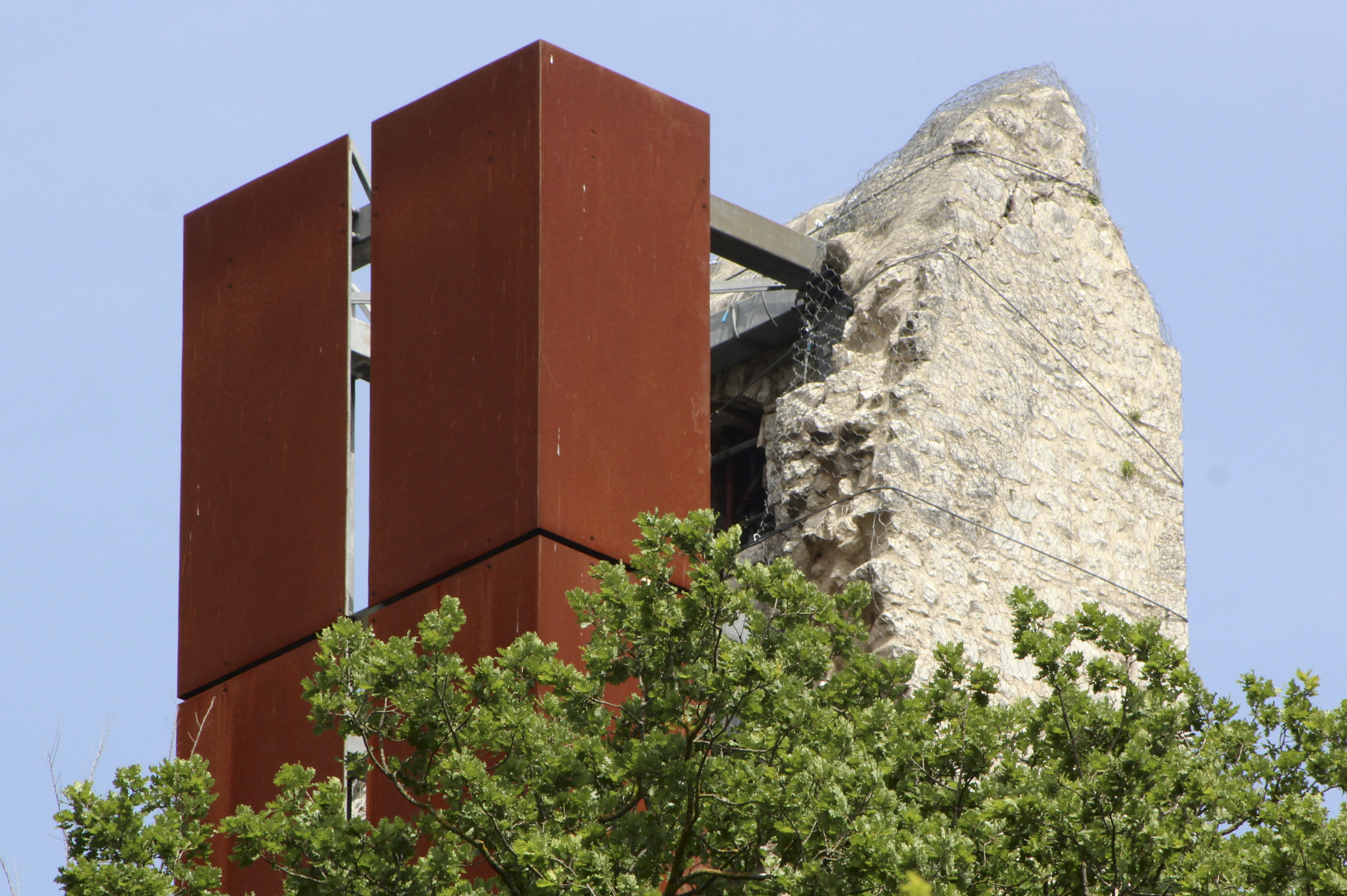
Die Turmruine der Burg von Triponzo
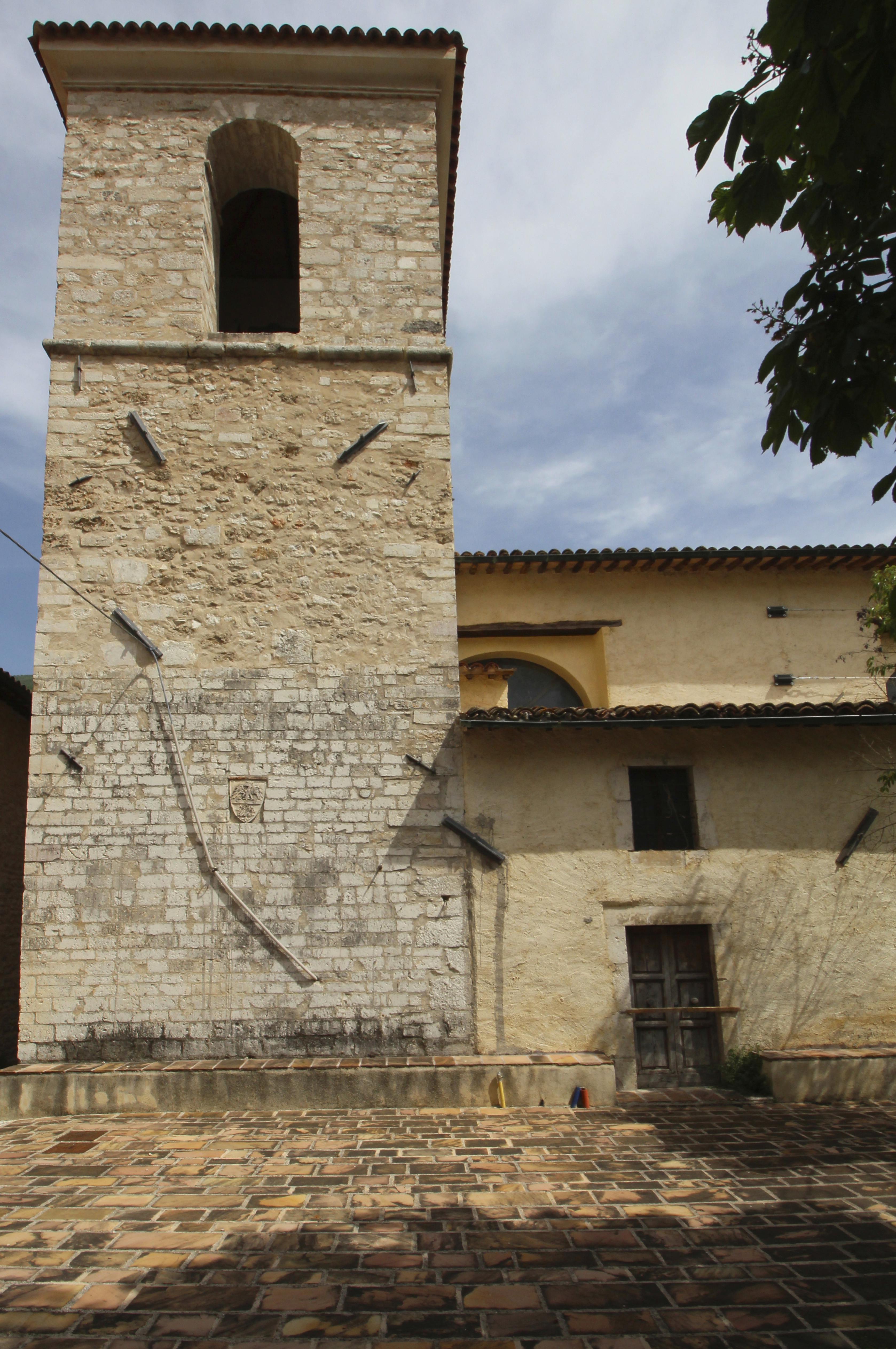
Die Kirche Santa Caterina
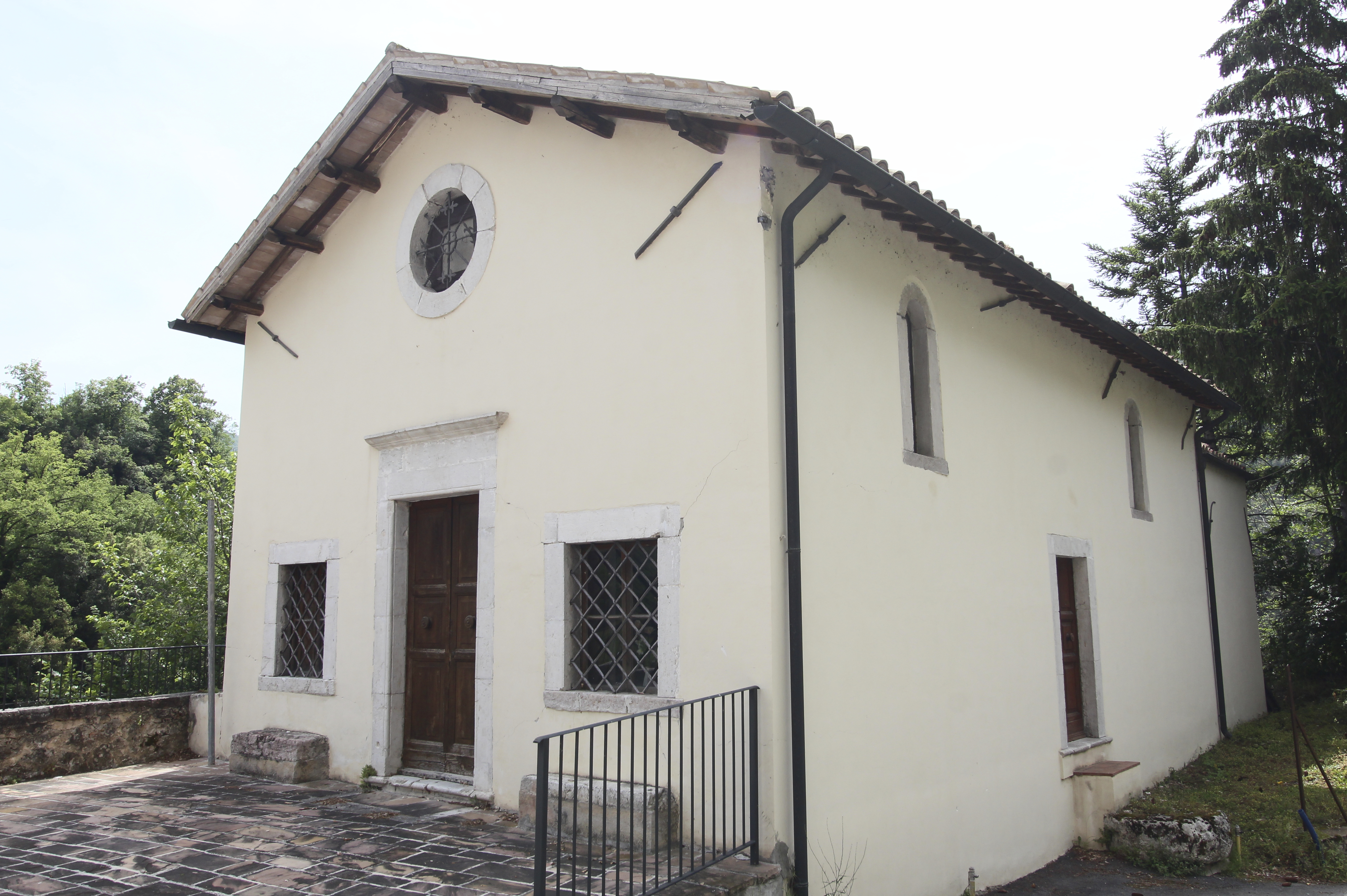
Die Kirche Madonna delle Grazie